# 佩丘德沃尔德
佩丘德沃尔德，是匈牙利巴兰尼亚州所辖的一个村。总面积8.43平方公里，总人口759，人口密度90.0人/平方公里（2011年1月1日）。